# Tjärnen (Vikers socken, Västmanland)
Tjärnen är en sjö i Nora kommun i Västmanland och ingår i Norrströms huvudavrinningsområde.